# Đa chiều (lý thuyết tập hợp)
Trong lý thuyết tập hợp toán học, quan điểm đa vũ trụ có nhiều mô hình của lý thuyết tập hợp, nhưng không có mô hình "tuyệt đối", "chính xác" hay "đúng". Các mô hình khác nhau đều có giá trị như nhau hoặc đúng, mặc dù một số có thể hữu ích hoặc hấp dẫn hơn các mô hình khác. Quan điểm ngược lại là quan điểm "vũ trụ" của lý thuyết tập hợp trong đó tất cả các tập hợp được chứa trong một mô hình cuối cùng duy nhất. Bộ sưu tập các mô hình bắc cầu có thể đếm được của ZFC (trong một số vũ trụ) được gọi là siêu đối xứng và rất giống với "đa vũ trụ".
Một sự khác biệt điển hình giữa vũ trụ và quan điểm đa vũ trụ là thái độ đối với giả thuyết continuum. Trong quan điểm vũ trụ, giả thuyết liên tục là một câu hỏi có ý nghĩa là đúng hoặc sai mặc dù chúng ta chưa thể quyết định được. Trong quan điểm đa vũ trụ, việc hỏi liệu giả thuyết liên tục là đúng hay sai trước khi chọn một mô hình của lý thuyết tập hợp là vô nghĩa. Một điểm khác biệt nữa là tuyên bố "Đối với mọi mô hình ZFC bắc cầu, có một mô hình ZFC lớn hơn trong đó có thể đếm được" là đúng trong một số phiên bản của quan điểm đa vũ trụ về toán học nhưng là sai trong quan điểm vũ trụ.